# 보류거부
보류거부(Pocket veto)란 헌법상 대통령 거부권의 하나로서, 국회의 폐회로 인해, 대통령이 지정기일안에 법률안을 국회에 환부하는 것이 불가능한 경우, 대통령이 그 법률안을 거부하기 위해 그대로 가지고 있으면, 법률안이 자동적으로 폐기되는 것을 말한다. 미국 헌법에서는 보류거부가 명시적으로 인정되는데, 보류거부에 대한 명시적인 조항이 전혀 없는 대한민국 헌법에서도 법리상 인정될 수 있는지가 문제된다.

## 인정여부

### 부정설
헌법 51조에서 회기계속의 원칙을 규정하고, 53조 2항 후단에서는 국회의 폐회 중에도 환부할 수 있게하며, 제 53조 5항은 15일내 공포도 재의요구도 하지 않으면 그 법률안은 법률로서 확정된다고 규정하므로, 보류거부는 인정되지 않는다고 본다.(김철수)
대통령의 환부거부 기간이 15일이지만, 아직 대통령이 환부거부를 하지 않고 있다가, 10일째에 의원임기가 만료하는 경우, 법률로 확정된다고 본다.(정종섭)
미국 헌법은 보류거부를 명시적으로 규정하고 있기 때문에 인정되는 것이고, 한국 헌법은 보류거부를 명시적으로 인정하는 규정이 전혀 없기 때문에, 보류거부는 일체 인정될 수 없다고 본다.

### 부분긍정설
원칙적으로 보류거부는 인정되지 않지만, 국회가 법률안을 의결해 정부에 이송한 후, 15일내 의원임기가 만료되거나 국회가 폐회되었다면, 예외적으로 보류거부가 인정된다고 본다.(권영성, 허영)
대통령의 환부거부 기간이 15일이지만, 아직 대통령이 환부거부를 하지 않고 있다가, 10일째에 의원임기가 만료하는 경우, 법률안은 폐기된다고 본다.(성낙연)

## 같이 보기
- 거부권